# Paulo Quintas (pintor português)
Paulo Quintas (Ericeira, n. 1966) é um pintor e artista plástico português.

## Vida
Paulo Quintas (n. 1966) é um pintor e artista plástico português natural da Ericeira.
Vive e trabalha em Santa Rita (Santa Cruz), Torres Vedras. Pode dizer-se que em muito dos seus quadros a imagem dá lugar a um mundo de sensações concretas, situadas entre a visualidade pura do monocromático, a dimensão táctil da rugosidade das superfícies e a desarmante (mas felizmente imperiosa) incerteza do destino da interpretação. 

## Formação
Licenciado em Pintura pela Faculdade de Belas Artes da Universidade de Lisboa em 1997.
Pós-Graduação em Pintura pela Faculdade de Belas-Artes da Universidade de Lisboa em 2005.
Frequência do curso de Doutoramento em Pintura pela Faculdade de Belas Artes da Universidade de Lisboa em 2009. Tem realizado exposições individuais desde 1990  até aos dias de hoje (2018).

## Representação em Colecções
- BANIF MAIS, Lisboa.
- Fundação Luso-Americana para o Desenvolvimento, Lisboa.
- Fundação PLMJ, LIsboa.
- Culturgest: caixa Geral de Depósitos, Lisboa.
- Ar.Co: Centro de Arte e Comunicação Visual, Lisboa.
- ANACOM: Autoridade Nacional de Comunicações, Lisboa.
- Colecções particulares em Portugal, Espanha e Suiça.

## Prémios e Bolsas
- 1990-2001: Durante este período obteve Bolsas de Investigação Plástica do Centro Nacional de Cultura e da Fundação Calouste Gulbenkian.

- 1999: Atribuição de uma bolsa de curta duração - viagem de estudo a Nova Iorque, subsidiada pela Fundação Luso-Americana para o Desenvolvimento.